# Anne-Marie Trevelyan
Anne-Marie Belinda Trevelyan (née Beaton, le 6 avril 1969) est une femme politique britannique du Parti conservateur, qui est députée pour Berwick upon Tweed de 2015 à 2024. Eurosceptique affirmée, elle démissionne de son poste de secrétaire parlementaire privé en novembre 2018 sur le projet d'accord de retrait de l'UE du gouvernement.
Elle est secrétaire d'État aux Transports du 6 septembre 2022 au 25 octobre 2022 puis Ministre d'État à l'Indo-Pacifique du 25 octobre 2022 au 5 juillet 2024.

## Biographie

### Jeunesse et carrière
Elle est née à Londres le 6 avril 1969, fille de Donald Leonard Beaton et Katherine Bougarel. Elle fait ses études privées à l'école de filles St Paul, à Hammersmith. Elle étudie ensuite les mathématiques à l'Oxford Brookes University.
Elle se qualifie comme comptable agréée chez PricewaterhouseCoopers à Londres et travaille au service des finances d'entreprise de PwC avant de partir dans le Northumberland en 1996. Elle est administratrice du Northumbria Healthcare Trust et de Berwick Academy. Des rapports préparés par la campagne Dual the A1 de Trevelyan sont soumis à la consultation pour aménager la route à deux voies.
En 1999, elle se présente en tant que candidate conservatrice dans le quartier Morpeth North du conseil d'arrondissement de Castle Morpeth, terminant dernière avec un peu moins de 5 % des voix. Elle se présente comme candidate conservatrice dans le quartier Hartburn du conseil municipal de Castle Morpeth en 2003, mais échoue.
Elle se présente en vain aux élections générales de 2010 pour Berwick upon Tweed, réalisant un swing des libéraux démocrates aux conservateurs de 8,3 %. Ce faisant, elle réduit la majorité d'Alan Beith de 8 632 à 2 690 voix.

### Carrière parlementaire
Aux élections générales de 2015, elle est élue députée de Berwick-upon-Tweed, obtenant le siège pour les conservateurs avec un swing de 4,4%, après que le député en exercice, Alan Beith se soit retiré. Elle est réélue avec une majorité accrue aux élections générales de 2017.
En juin 2015, elle est nommée vice-présidente du nouveau groupe parlementaire multipartite sur les forêts. Au Parlement, elle a siégé au Comité spécial des comptes publics entre juillet 2015 et mai 2017.
En novembre 2015, elle est nommée à l'Assemblée parlementaire de l'Organisation pour la sécurité et la coopération en Europe. En janvier 2018, elle est nommée secrétaire privé parlementaire de Gavin Williamson au ministère de la Défense.
Elle fait campagne pour l'amélioration du haut débit en milieu rural, l'aménagement en voie rapide de la  route A1, la réalisation d'investissements dans le Northumberland et pour le soutien aux forces armées, ainsi que pour la réduction des emballages en plastique. Elle s'oppose à l'interdiction de la chasse au renard et soutient la fracturation hydraulique, notamment pour le vote en faveur de la fracturation hydraulique dans le parc national de Northumberland.
Le 1er novembre 2018, elle dénonce la ministre du cabinet fantôme travailliste, Kate Osamor, à la commissaire parlementaire chargée des normes, déclarant qu'elle « n'avait pas respecté » le code de conduite des députés. Osamor nie tout acte répréhensible et qualifie la saisine de « politiquement motivée ».
Le 15 novembre 2018, elle démissionne de son poste de secrétaire parlementaire privé en raison de son opposition sur le projet d'accord de retrait de l'UE de Theresa May.
Le 27 juillet 2019, elle est nommée sous-secrétaire d'État parlementaire à la Défense au sein du gouvernement de Boris Johnson. Le 15 septembre 2021, elle prend en charge le portefeuille du Commerce.
Du 6 septembre au 25 octobre 2022, elle est secrétaire d'État aux Transports dans le gouvernement de Liz Truss puis devient Ministre d'État à l'Indo-Pacifique le 25 octobre 2022 dans le gouvernement Sunak.

#### Euroscepticisme
En juin 2015, elle rejoint le groupe des Conservateurs pour la Grande-Bretagne, un groupe eurosceptique au sein du Parti conservateur, qui s'est depuis rapproché d'une opposition pure et simple à l'adhésion britannique à l'Union européenne. Elle rejoint aussi l'European Research Group - le principal groupe de lobbying eurosceptique au sein du Parlement. Elle plaide pour un vote en faveur du Brexit pour le référendum 2016 sur l'adhésion à l'UE, et fait partie des administratrices du parti politique créé pour soutenir le Brexit (Vote Leave), avec comme présidente Gisela Stuart. En mars 2018, elle participe à une manifestation à Londres organisée par le groupe « Fishing for Leave » contre l'accès proposé aux eaux britanniques pour les pêcheurs de l'UE jusqu'en 2021. Les whips conservateurs ont interdit aux députés du parti d'y participer.

### Vie privée
Elle vit à Netherwitton Hall, une maison de campagne classée Grade I près de Morpeth et à Londres,,. Anne-Marie a été mariée à John Trevelyan, dont elle a divorcé, propriétaire des Netherwitton Hall Estates dans le Northumberland et a deux adolescents,.
En octobre 2017, elle déclare que son fils adolescent n'aurait peut-être pas voté pour elle s'il avait été assez âgé pour voter. Elle a participé au concert Singing for Syrians à Westminster en décembre 2017.